# Borovice kalábrijská

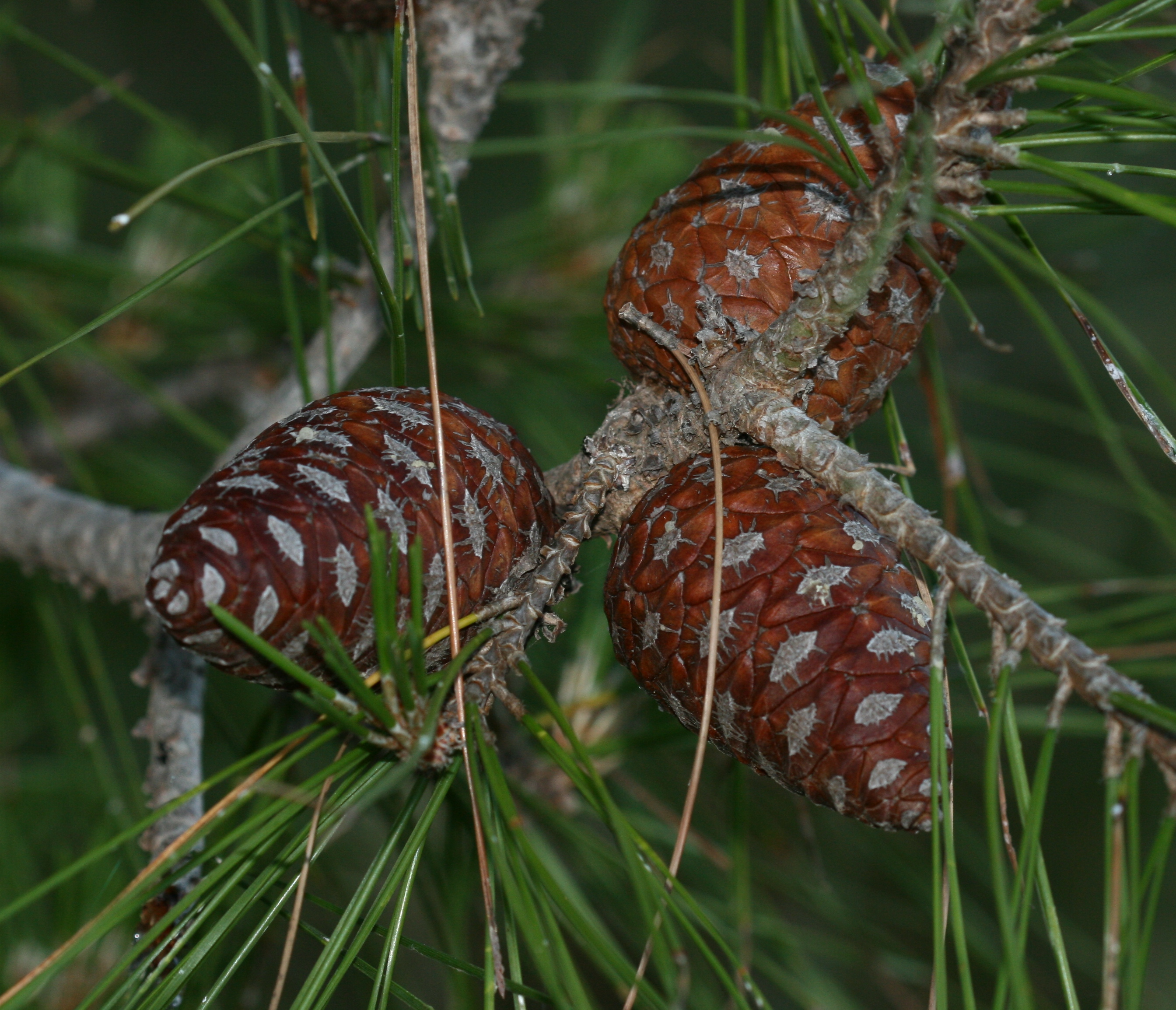
Zrající šišky

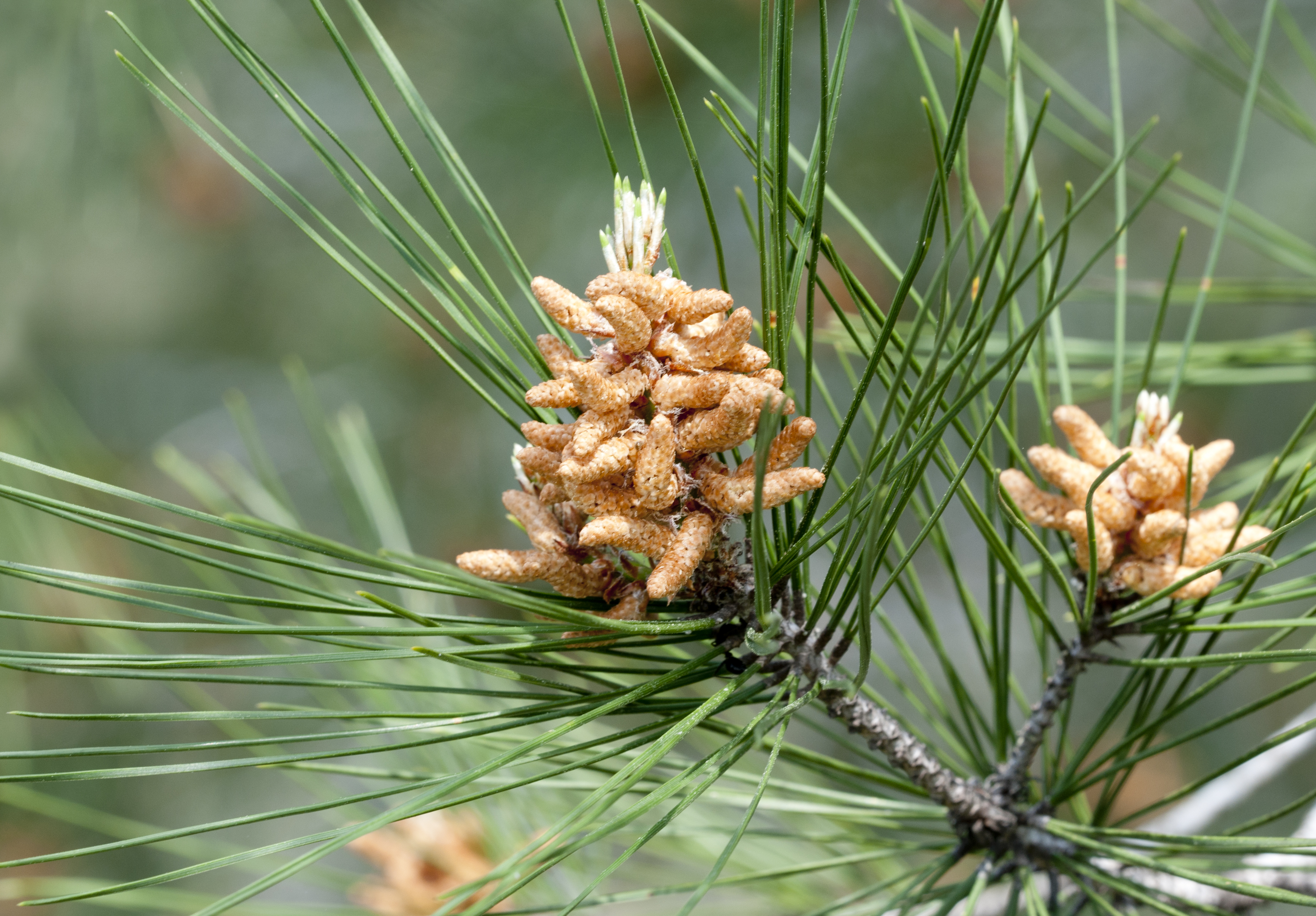
Samčí šištice s pylem

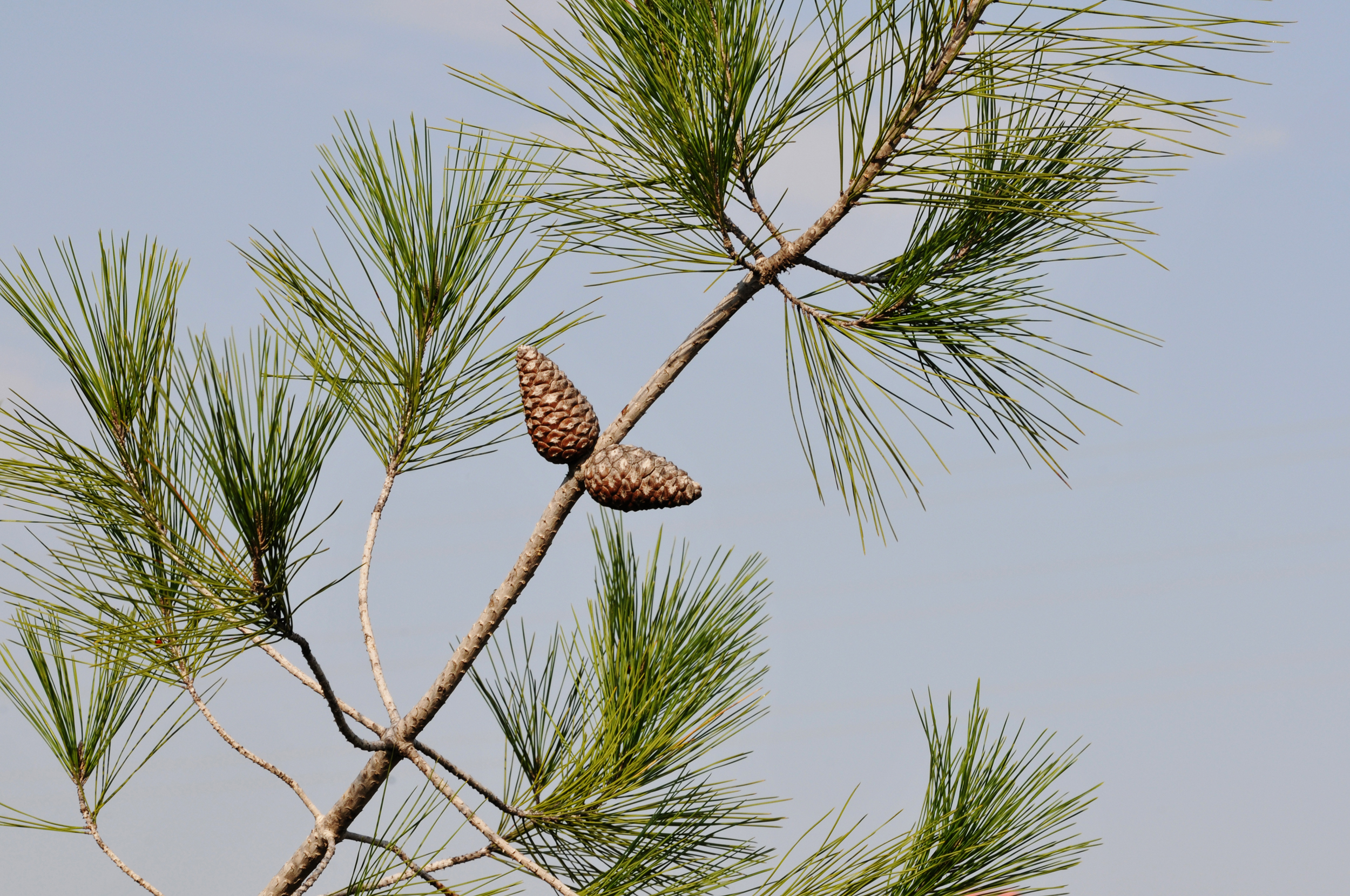
Větvička se šiškami

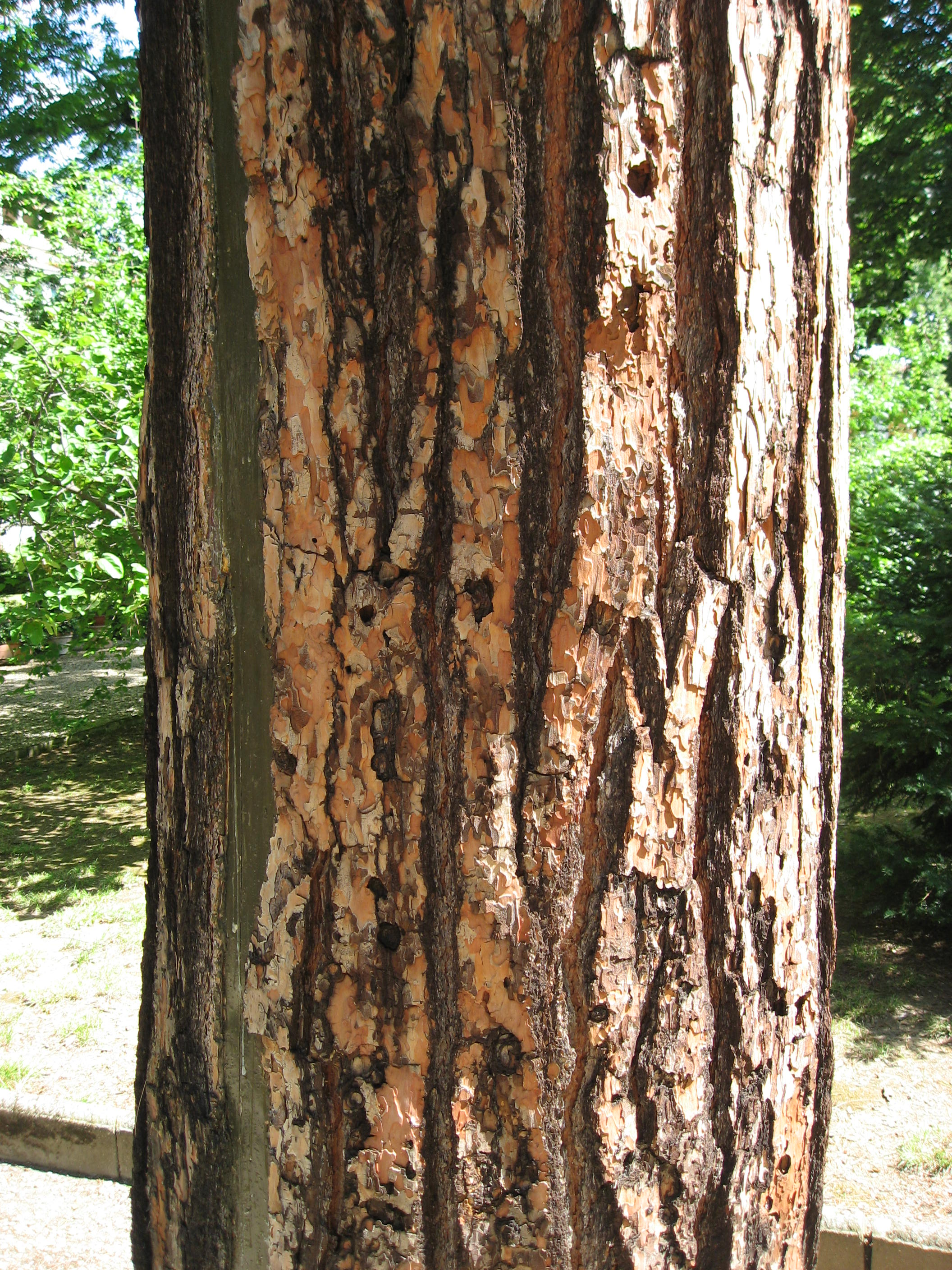
Kůra kmene

Borovice kalábrijská (Pinus brutia) je k suchu tolerantní jehličnatý strom rostoucí v oblastech východního Středomoří, Kavkazu a jihozápadní Asie. Ještě koncem druhého tisíciletí byl tento druh považován za poddruh borovice halepské. Obě pojí systematická blízkost, rostou často na podobných stanovištích a v místech překryvů areálů se kříží. Mezi na prvý pohled patrné odlišné morfologické znaky, patří u borovice kalábrijské delší, tužší, tmavě zelené jehlice vyrůstající po dvou a téměř přisedlé šišky bez stopek.
Tato borovice v Itálii již přirozeně neroste, tudíž jméno „kalábrijská“ se jeví jako nepatřičné. V době Římské říše však na jihu Apeninského poloostrova, v regionech Kalábrie a Salento určitě rostla; toto hornaté území tehdy neslo latinské jméno Brutium. A od pojmenování římského území dostala borovice druhové vědecké jméno brutia, které bylo v češtině změněno na „kalábrijská“.

## Rozšíření
Tento stálezelený druh přirozeně roste na územích okolo východního Středozemního moře, v pevninském Řecku, na Egejských ostrovech, Kypru, Krétě a v evropském i asijském Turecku. Dále je původním druhem v okolí Černého moře, v Bulharsku a na Krymu, stejně jako na územích severního i jižního Kavkazu (Ázerbájdžán, Gruzie, Arménie), jižním směrem se dále vyskytuje v Íránu, Iráku, Libanonu a Sýrii. Protože tento druh byl dříve, jak výše uvedeno, začleněn do borovice halepské, nejsou přesné informace o jeho původním rozšíření.
Druhotně byl s úspěchem zaveden do přírody východního Španělska, západní Albánie a Chorvatska, také byl navracen do původní jižní Itálie, nově se dostal na Blízký východ do Izraele i Jordánska, do severní Afriky (Maroko, Alžírsko, Tunisko, Libye) a také do západní Austrálie. Borovice kalábrijská byla, podobně jako většina středomořských borovic, široce vysazována a její areál byl lidmi po dlouhá staletí měněn, takže lze jen stěží přesně definovat původní výskyt. V České republice se tato borovice, někdy považována za invazní dřevinu, pravděpodobně nevyskytuje.

## Ekologie
Obvykle roste blízko pobřeží, v oblastech se suchým, středomořským podnebím, nejčastěji na slínech a vápencích. Ve Středozemí se obvykle vyskytuje v nadmořské výšce od několika mála metrů od mořské hladiny až po výšku okolo 600 m n. m., v pohoří Taurus v Turecku do výšky 1650 m a v horách Atlasu v Maroku až 2000 m. Je poměrně mrazu odolný strom, snáší pokles teploty až k -15 °C. Za optimální klimatické podmínky pro úspěšný růst jsou považované vodní srážky 400 až 1300 mm a minimální teploty mezi -5 až +10 °C.
Dřevina je sice málo náročná na vláhu, ale téměř se nevyskytuje na místech se semiaridním podnebím. Na opuštěných pozemcích po požáru nebo vytěžení vytváří buď téměř jednodruhové lesní porosty, nebo rozptýleně roste ve vegetacích garrigue nebo makchie. Obvykle se vyskytuje společně s cypřišem stálezeleným (Cupressus sempervirens), jalovcem vznešeným (Juniperus excelsa), dubem kermesovým (Quercus coccifera) a dubem palestinským (Quercus calliprinos), často také společně s řečíkem lentiškem (Pistacia lentiscus). V severovýchodním Středomoří patří mezi nejdůležitější lesní stromy, na území Izraele na hoře Hermon (v pohoří Antilibanon) roste borovice kalábrijská vysoká 35 m a v Turecku u letoviska Kemer (západně od města Antalya) se nachází jedinec téhož druhu s výčetní tloušťkou 210 cm. Nejstarší známy exemplář, rostoucí poblíž hory Olympos na Kypru, byl na přelomu tisíciletí stár 317 roků, což bylo zdokumentováno letokruhovou chronologií. Tento druh, jenž se průměrně dožívá 150 až 200 let, má počet chromozomů 2n = 24.

## Popis
Borovice kalábrijská je štíhlý, jednodomý strom dorůstající do výšky 20 až 25 m, jenž může mít průměr kmene až 150 cm. Korunu má široce kuželovitou až kopulovitou, s věkem zploštělou a otevřenou. Kůra kmene je zpočátku našedlá a hladká, později je po celé délce hluboce rozpukaná a odhaluje červenohnědou nebo oranžovou vnitřní kůru. Strom se vyznačuje silným, hluboko vrůstajícím kořenem s mnoha odbočkami.
Listové jehlice jsou u mladých jedinců dlouhé 1,5 až 4 cm a sivě zabarvené, u dospělců bývají dlouhé mezi 10 až 18 cm, tlusté okolo 1 mm a tmavě zelené. Vyrůstají z vytrvalých pochev ve svazcích po dvou. Jehlice mají okraj drobně pilovitý, průduchy pokrývají jejich povrch z obou stran a na stromech vytrvávají průměrně jeden a půl až dva a půl roků.
Samčí šištice s pylem obvykle vyrůstají v klasovitých svazečcích na bázi letorostů. Vajíčka jsou v přisedlých samičích šiškách, jež jsou široce kónické, symetrické, dlouhé 6 až 1 cm a široké 4 až 5 cm. Zpočátku jsou zelené a ve zralostí leskle červenohnědé, krátké šupiny mají tlusté a dřevnaté. Pod šupinami jsou šedohnědá skvrnitá semena velká 8 × 5 mm se žlutohnědým blanitým křídlem dlouhým 15 až 25 mm. Velké množství semen dozrává v uzavřených šiškách zhruba až za dva roky po opylení.
Mnoha semena zůstávají uzavřená ve visících šiškách i několik let po uzrání. Často až následkem vysokých teplot při požáru se šišky rychle otevřou a semena následně vypadnou. Tímto nárazovým množstvím vypuštěných semen je borovice kalábrijská schopna po devastujícím ohni vytvořit do pěti let nový hustý porost s až 20 tisíci jedinci na hektar.

## Význam
Tato borovice není druhem se zásadním obchodním významem, ale je významným druhem ve svém areálu rozšíření. Je využívána v agrolesnictví, k protierozní ochraně půdy, obnově vegetace a rekultivaci půdy. Díky své toleranci k chudým, suchým, degradovaným nebo příliš kamenitým půdám má hodnotu i jako okrasná dřevina.
Borovice kalábrijská má průměrnou hustotu dřeva 460 kg/m³, je žlutohnědé, hrubozrné, pryskyřičné a středně husté. Je považováno za dřevo horší kvality, má četné uzliny a pryskyřičné kapsy, používá se hlavně pro hrubé stavební účely. Zhotovují se z něj řeziva nižší jakosti, železniční pražce, telefonní sloupy, palety a bedny pro rozličná využití, dřevo pro výdřevu v dolech, dělají se z něj štěpky pro dřevotřískové desky, sloužívá pro vypálení dřevěného uhlí a často i přímo jako palivo. V největším množství se využívá k výrobě celulózy, buničiny potřebné pro výrobu papíru. Její celkem hojné kácení je vyvažováno vysazováním nových jedinců a IUCN považuje její populační trend za vzrůstající.
Používají se i její semena k výrobě speciálního pečiva, pryskyřice slouží k ochucování bílých vín (typu retsina) a k výrobě terpentýnu. Borovice kalábrijské jsou napadány červci rodu Marchalina, kteří sají mízu a z vylučované husté sladké medovice včely dělají med. Stromy bývají také vysazované kolem cest nebo jako odolné větrolamy.